# Distretto di Kgalagadi
Kgalagadi è uno dei nove distretti del Botswana; è situato nella parte sudoccidentale del paese, al confine con Namibia e Sudafrica. Il capoluogo amministrativo è Tsabong. Buona parte del territorio ricade nel deserto di Kalahari.

## Amministrazioni
I villaggi e le località del distretto vengono amministrativamente raggruppati in due sottodistretti:
- Sottodistretto di Kgalagadi North
- Sottodistretto di Kgalagadi South